# بیست‌کنج
بیست‌کنج نام روستایی است در دهستان شاخن از توابع بخش مرکزی شهرستان بیرجند، واقع در [[استان خراسان جنوبی زبان مردم فارسی شیعه مذهب می باشند مردمانی سخت کوش بوده بیشتر جوانان به شهرها مهاجرت کردند.شیخ عبدالوهاب بیستکنجی از جمله روحانیون و مشاهیر جنوب خراسان در دوره قاجار بود. ]]  که بر پایه سرشماری عمومی نفوس و مسکن در سال ۱۳۸۵ جمعیت آن ۱۶۲ نفر (در ۴۷ خانوار)  و طبق سرشماری عمومی نفوس و مسکن در سال ۱۳۹۵ جمعیت آن ۷۸ نفر (در ۳۱ خانوار) بوده‌است.
(۱۴۰۱)۵۰۰